# Pasythea laevigata
Pasythea laevigata is een uitgestorven mosdiertjessoort uit de familie van de Pasytheidae. De wetenschappelijke naam van de soort is voor het eerst geldig gepubliceerd in 1883 door Waters.